# Remijia delascioi
Remijia delascioi är en måreväxtart som beskrevs av Julian Alfred Steyermark. Remijia delascioi ingår i släktet Remijia och familjen måreväxter. Inga underarter finns listade i Catalogue of Life.